# Tatranská Kotlina
Tatranská Kotlina est une localité de la ville de Vysoké Tatry. Elle est située à l'extrême est du territoire de la ville à 760 m d'altitude. Elle fut fondée en 1881 comme centre touristique à proximité de l'entrée des grottes Belianske.